# Крістіна Рідер
Крістіна Рідер (нім. Christina Rieder; нар. 29 грудня 1993, Леоганг, Австрія) — австрійська біатлоністка, що виступає на Кубці світу.

## Кар'єра
На Чемпіонаті Австрії 2009 року Рідер разом із Сабріною Шнедль та Ніною Грубер виступали як представниці штату Зальцбург.
На першому міжнародному старті на Чемпіонаті світу серед юніорів 2010 року в Турсбю Крістіна була 45-ю в індивідуальних перегонах та 54-ю у спринті. Через рік на юніорському Чемпіонаті світу вона фінішувала 24-ю в індивідуальних перегонах, 17-ю в спринті, 19-ю в гонці переслідування і 9-ю в естафеті в Нове Место-на Мораві. 2012 в Контіолахті прийшла до фінішу 13-ю в одиночній змішаній естафеті, 35-ю в спринті, 33-ю в гонці-переслідуванні та виграла з Джулією Рейзінгер і Лізою-Терезою Гаузер в естафеті бронзову медаль. З колегами вона досягла чималих успіхів серед усіх австрійських біатлоністок. Незадовго до цього Рідер уперше брала участь у юніорських перегонах Чемпіонату Європи в Осрбліє та фінішувала на 15-му місці в спринті та 12-му в перегоні переслідування і на четвертому місці в змішаній естафеті разом з Гаузером, Олександром Якобом та Пітером Бруннером.
У 2013 році Рідер вчетверте стартувала на чемпіонаті світу серед юніорів і була 21-ю в індивідуальних перегонах, 57-ю у спринті, 39-ю у переслідуванні та 8-ю в естафеті 3*3 з Фабієн Хартвегер та Лізою Гаузер у Обертілліаху.
Рідер уперше брала участь у гонках на Кубку IBU в сезоні 2011/2012 р. На етапі в Обертілліаху вона фінішувала 11-ю у змішаній естафеті разом із Катаріною Іннерхофер, Альбертом Герцогом та Бернхардом Лейтенгером і відразу завоювала очки в першій особистій гонці (29-те місце в спринті). У Ріднау у 2012 році вона досягла свого найкращого результату дотепер — 20-те місце у спринті. У 2012 році вона дебютувала на чемпіонаті світу та стала 15-ю в змішаній естафеті разом із Романою Шремпф, Іріс Швабл та Катаріною Іннерхофер.
У сезоні 2014—2015 рр. посіла 2-ге місце в індивідуальній гонці Чемпіонату Європи в Отепяе.

## Статистика

### Рейтинг Кубка світу
У таблиці наведена статистика виступів біатлоністки в Кубку світу.
- Місця 1–3: кількість подіумів
- Чільна 10: кількість фінішів у першій десятці
- В очках: кількість виступів, на яких біатлоніст здобував очки
- Старти: кількість стартів

| Місця                     | Індивідуальна-гонка | Спринт | Гонка-переслідування | Масс-старт | Естафета | Разом |
| ------------------------- | ------------------- | ------ | -------------------- | ---------- | -------- | ----- |
| 1                         |                     |        |                      |            |          |       |
| 2                         |                     |        |                      |            |          |       |
| 3                         |                     |        |                      |            |          |       |
| Чільна 10                 | 1                   |        |                      |            | 7        | 8     |
| В очках                   | 2                   | 2      | 2                    |            | 22       | 28    |
| Старти                    | 9                   | 27     | 11                   |            | 24       | 71    |
| Станом на: 18 лютого 2020 |                     |        |                      |            |          |       |

### Чемпіонати світу
Результати на чемпіонатах світу з біатлону
| Рік  | Місце       | Індивідуальна гонка | Спринт | Гонка-переслідування | Масс- старт | Змішана естафета | Єдина змішана естафета |
| ---- | ----------- | ------------------- | ------ | -------------------- | ----------- | ---------------- | ---------------------- |
| 2016 | Осло        | -                   | 86     | -                    | -           | -                |                        |
| 2017 | Гохфільцен  | 60                  | -      | -                    | -           | -                |                        |
| 2019 | Естерсунд   | 35                  | -      | -                    | -           | 17               | -                      |
| 2020 | Антерсельва | 7                   | 51     | 31                   |             | -                |                        |

## Загальний залік кубка світу
| Сезон   | Загальна | Індивідуальна гонка | Спринт | Гонка-переслідування | Мас-старт | Естафета |
| ------- | -------- | ------------------- | ------ | -------------------- | --------- | -------- |
| 2019-20 | 48       | 17                  | 57     | 61                   | 48        |          |
| 2018-19 | 93       | 65                  | -      | 85                   | -         |          |
| 2016-17 | 84       | 72                  | 78     | 69                   | -         |          |
| 2015-16 | 90       | -                   | 84     | -                    | -         |          |

## Статистика стрільби
У таблицю входять усі гонки*.
| Сезон   | Загальна       | Індивідуальна гонка | Спринт       | Гонка-переслідування | Мас-старт    | Естафета     |
| ------- | -------------- | ------------------- | ------------ | -------------------- | ------------ | ------------ |
| 2019-20 | 87.5 (239/273) | 88.3 (53/60)        | 85.0 (68/80) | 88.3 (53/60)         | 75.0 (15/20) | 94.3 (50/53) |
| 2018-19 | 90.7 (204/225) | 90.0 (36/40)        | 90.0 (45/50) | 91.3 (73/80)         | 0.0 (0/0)    | 90.9 (50/55) |
| 2017-18 | 86.6 (136/157) | 95.0 (19/20)        | 88.3 (53/60) | 85.0 (34/40)         | 0.0 (0/0)    | 81.1 (30/37) |
| 2016-17 | 86.5 (180/208) | 78.3 (47/60)        | 94.0 (47/50) | 90.0 (36/40)         | 0.0 (0/0)    | 86.2 (50/58) |
| 2015-16 | 83.5 (71/85)   | 0.0 (0/0)           | 87.5 (35/40) | 80.0 (16/20)         | 0.0 (0/0)    | 80.0 (20/25) |
| 2014-15 | 81.8 (63/77)   | 90.0 (18/20)        | 90.0 (18/20) | 0.0 (0/0)            | 0.0 (0/0)    | 73.0 (27/37) |
| 2012-13 | 83.3 (10/12)   | 0.0 (0/0)           | 0.0 (0/0)    | 0.0 (0/0)            | 0.0 (0/0)    | 83.3 (10/12) |
| 2011-12 | 99.9 (10/10)   | 0.0 (0/0)           | 0.0 (0/0)    | 0.0 (0/0)            | 0.0 (0/0)    | 99.9 (10/10) |

*також враховуються виступи на Кубку IBU, Чемпіонатах світу та Європи серед юніорів

## Вебпосилання
- Профіль на сайті Федерації біатлону України [Архівовано 22 березня 2020 у Wayback Machine.]
- Профіль спортсмена на вебсайті Австрійської асоціації [Архівовано 30 травня 2016 у Wayback Machine.]
- Офіційний вебсайт [Архівовано 27 грудня 2021 у Wayback Machine.]